# MIDI-клавіатура

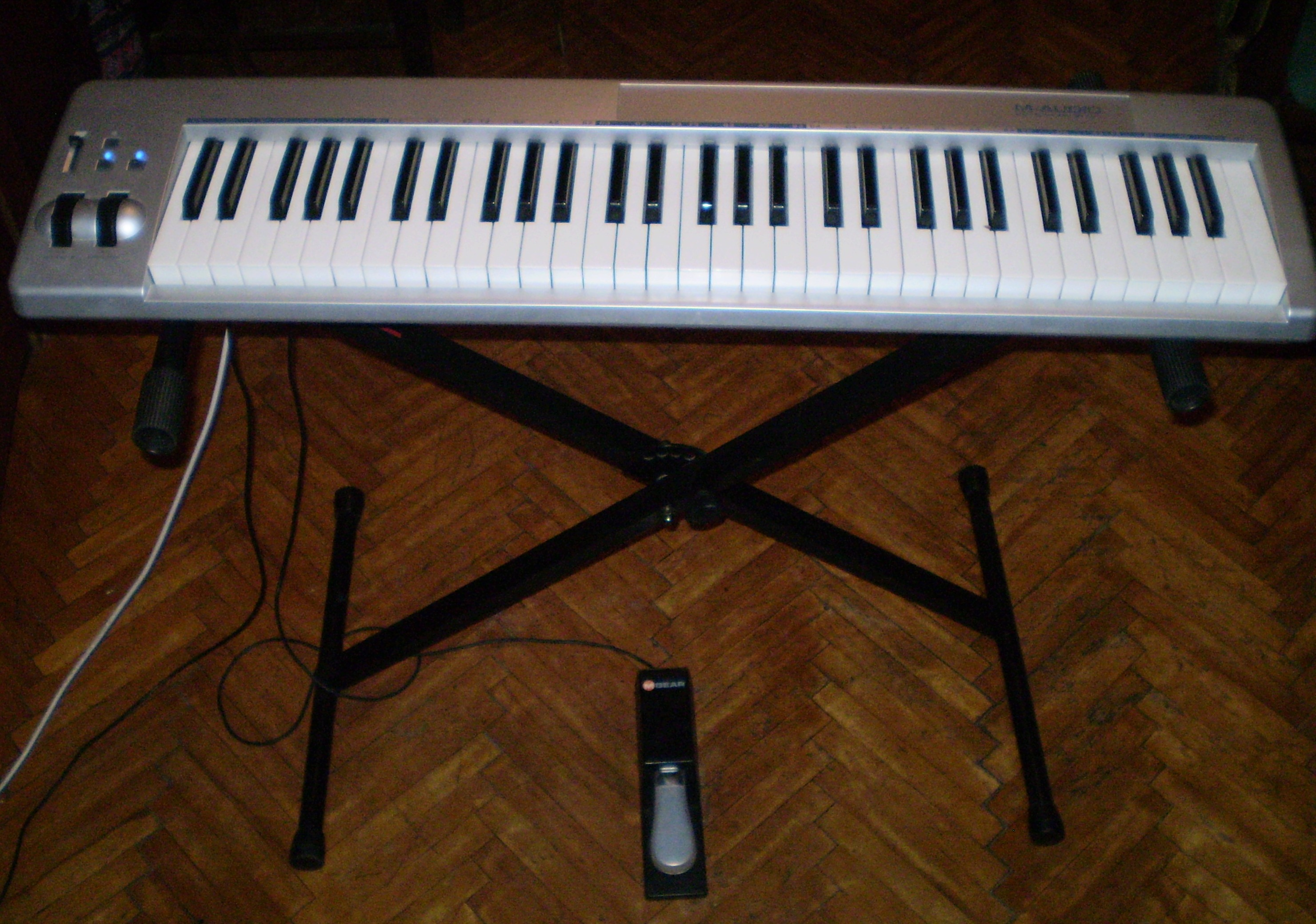
MIDI-клавіатура M-audio з колесами звуковисотного зсуву та модуляції (ліворуч) та ножною педаллю (внизу)

MIDI-клавіатура — пристрій у вигляді фортепіанної клавіатури, призначений для генерування та передачі MIDI-повідомлень іншому MIDI-сумісному приладу (наприклад комп'ютеру, або апаратним синтезаторам чи семплерам). 
Сама по собі MIDI-клавіатура не відтворює звуку. Натомість, MIDI інформація посилається на електронні модулі, що відтворюють MIDI-сигнали, при цьому використовуються спеціальні схеми, що прив'язують те чи інше значення MIDI-сигналу до відповідного семплу. Динамічна MIDI-клавіатура чутлива також до сили натискання клавіш, в залежності від налаштувань звукового модуля цей параметр також впливає на якість звуку, найчастіше — на гучність.  
Провідні MIDI-клавіатури можуть включати також ряд додаткових пристроїв, що діють як MIDI-контролери:
- колеса звуковисотного зсуву (англ. pitch bend wheel) та модуляції (англ. modulation wheel).
- ножна педаль (як правило використовується для ефекту подовження звуку sustain)
- Інші регулятори, що можуть бути зв'язані з різними MIDI-контролерами

MIDI-клавіатури мають спеціальний роз'єм MIDI-out через який за допомогою спеціального кабелю вони можуть бути підключені до іншого MIDI-сумісного пристрою або комп'ютера. Більшість сучасних MIDI-клавіатур можна під'єднати до комп'ютера також через порт USB.
Серед виробників MIDI-клавіатур — фірми M-Audio, E-MU, Roland, Korg, CME, Novation